# Trichotria longipedis
Trichotria longipedis is een raderdiertjessoort uit de familie Trichotriidae. De wetenschappelijke naam van deze soort is voor het eerst geldig gepubliceerd in 1942 door Myers.